# Teleház
A teleház egy olyan központ, amely modern multimédia-eszközökkel van felszerelve (pl. számítógép, fénymásoló, fax, szkenner, telefon, internet). Ilyen központokat azokon a hátrányos helyzetű településeken hoznak létre, ahol nehezen hozzáférhetőek ezek az eszközök. Ennek köszönhetően a helybeliek is kivehetik részüket a világ információs hálózatából.
A teleházak legfőképp abban segítenek, hogy csökkenjen az ún. digitális szakadék, amely azt jelenti, hogy egyazon társadalomban élő emberek közül, az ún. (tudás)elit és a digitális közjavakból leszakadtak között valamilyen mértékű különbség van. Az eszközök elérhetősége pedig generációknak ad lehetőséget arra, hogy tájékozott legyen a digitális élet területén.

## Magyar Teleház Szövetség
A Magyar Teleház Szövetség (MTSZ) a teleházakat működtető szervezetek és/vagy a Szövetség szakmai munkájához hozzájáruló magánszemélyek szervezete. Az MTSZ civil szervezetként, jelenleg budapesti székhellyel működik. Magyarországon az első teleházak 1994-ben jöttek létre, majd folyamatosan bővült a paletta. Az USAID támogatásával 1997-ben 31 teleház jött létre, 1998 és 2000 között pedig 123 teleház alakult, 2009-ben pedig már 360-at számlálhatunk.

## Kezdetek
Elsősorban civil szervezeti mozgalomként épültek a teleházak, mivel esélyt láttak arra, hogy a társadalomban nagyszerű hátteret biztosítanak a helyi emberek hiányosságainak pótlására. Tehát kezdetben csak a kistelepülések alapítottak teleházakat, mivel nekik volt a legkisebb esélyük a modern eszközökhöz való hozzájutáshoz. A teleházak azért is fontosak, mert új értékek hordozóivá válnak, ha átmentik a helyi hagyományokat és egyéb olyan dolgokat, amelyek meghatározzák egy közösség identitását.

## Napjainkban
Jelenleg Magyarországon 360 teleház működik, amelyeket körülbelül 2,5 millió, nagyrészt hátrányos helyzetű ember vesz igénybe. 1994-től kezdve 2 milliárd forintot fektetett be a civil teleház mozgalom, legfőképp hazai kormányzati és önkormányzati forrásból, de nem mellékesek az önerőből létrehozott teleházak sem. A teleházak amellett, hogy szolgáltatnak, munkahelyet is adnak több ezer ember számára. Magyarország népességarányosan világelső a teleházak számát, az információs- és kommunikációs technológiák közösségi elérését tekintve.
A 2007-ben létrehozott új program megfogalmazza, hogy a teleházaknak elsősorban mi az alapfeladatuk. A benne foglaltak a következők: „A teleház olyan ember- és társadalomközpontú újítás, melynek célja a közösség fejlesztése, formálása, ezeken keresztül a településeken élők életminőségének javítása. A Teleház egyben olyan helyszín is, ami lehetőséget biztosít a közösségi programok szervezéséhez, eszközöket és segítséget ad a mindennapi élet ügyeinek elintézéséhez, a közösségi lét színterének kialakításához.”

## A jövő
A Teleház Szövetség minél több lehetőséget kíván adni, hogy egyre többen vehessenek részt a digitális világ alakításában. Elsősorban a települések életminőségén szeretnének javítani, az esélyegyenlőséget kívánják előtérbe helyezni, valamint naprakész internetfelület adnak ennek érdekében.